# Браун, Джеки
Джеки Браун (англ. Jackie Brown, 29 ноября 1909, Коллихарст, Англия, Великобритания — 15 марта 1971, Коллихарст, Англия, Великобритания) — британский английский боксёр-профессионал, выступающий в наилегчайшей (Flyweight) весовой категории. Является чемпионом мира по версии ВБА (WBA).
В 1929 году боксировал с участником Олимпийских игр в Амстердаме Катбертом Тейлором — их противостояние продлилось все 15 раундов и закончилось ничьей.
Наилучшая позиция в мировом рейтинге: ??-й.

## Результаты боёв
| Бой | Дата               | Соперник     | Судьи           | Место боя                                     | Раундов | Результат | Дополнительно |
| --- | ------------------ | ------------ | --------------- | --------------------------------------------- | ------- | --------- | ------------- |
|     | Monday 18 May 1925 | Harry Gainey | Harold Alderman | Arena, Collyhurst, Lancashire, United Kingdom |         |           |               |
| Бой | Дата               | Соперник     | Судьи           | Место боя                                     | Раундов | Результат | Дополнительно |